# Gentianella foliosa x sulphurea
Gentianella foliosa x sulphurea là một loài thực vật có hoa trong họ Long đởm. Loài này được mô tả khoa học đầu tiên.